# Emydops
Emydops es un género extinto de sinápsidos dicinodontos del Pérmico Medio y Superior de África y Asia. Emydops fue descrito por el paleontólogo sudafricano Robert Broom en 1912 basándose en la especie Emydops minor. Posteriormente, el género creció hasta incluir trece especies, muchas de ellas basándose en las diferencias en los dientes y la posición de los huesos frontal y parietal. Un estudio de 2008, restringió el género Emydops a dos especies, E. arctatus (descrito por el paleontólogo inglés Richard Owen como Kistecephalus arctatus en 1876) y el recién descrito E. oweni.
Las dos especies de Emydops son pequeñas. El cráneo de Emydops tenía 5 cm de largo. La mayoría de los cráneos poseen colmillos, pero algunos carecen de ellos. Las órbitas se ubican en la parte frontal del cráneo y la cara apunta un poco hacia adelante y arriba. Una prominencia en el maxilar inferior llamada «plataforma dental lateral» es otro carácter distintivo del género. La región temporal es grande y la parte posterior del cráneo es amplia y tiene forma cuadrada. El espécimen holotipo de E. oweni es inusual por el hecho de tener dos pares de colmillos. El par de colmillos supernumerarios no se observa en ningún otro dicinodonto y es una característica única del espécimen. Son considerados patológicos y se cree que es el resultado de una mutación del individuo y no se considera un rasgo común a la especie.